# Atuagagdliutit/Grønlandsposten
Atuagagdliutit/Grønlandsposten er en af Grønlands to landsdækkende aviser. Avisen udkommer to gange om ugen, tirsdag og torsdag. 
Atuagagdliutit blev startet i 1861 af den danske geolog, inspektøren for Sydgrønland Hinrich Rink, som drev Godthåb Bogtrykkeri. Rink ansatte den grønlandske lærer og salmedigter Rasmus Berthelsen som avisens første redaktør. Den kun 15-årige Lars Møller, som senere blev redaktør på avisen, blev ansat som assistent. Avisen var fra sin start rent grønlandsksproget. Indholdet handlede om lokale forhold, især jagt og fiskeri, og avisen var hovedoplysningskilden om verden udenfor Grønland. Da den var en del af kolonimyndighedens oplysningsindsats, blev den uddelt gratis til bygderne.   
Avisen var allerede i 1860'erne rigt illustreret med tegninger og grafik, og var verdens første avis med farvetrykte illustrationer. Aron fra Kangeq bidrog som illustrator. 
De første år udkom avisen cirka hver anden måned, hvorefter den udkom cirka en gang om måneden. Fra 1932 øgedes nyhedsstoffet og avisen begyndte at udkomme to gange om måneden. Under 2. verdenskrig blev der udgivet en dansksproget avis i Nuuk ved navn Grønlandsposten. Avisen blev populær nok til også at fortsætte efter 2. verdenskrigs afslutning, og de to aviser blev slået sammen i 1952 til en tosproget avis. 
Avisen bliver i daglig tale kaldet AG.